# Ezechiel

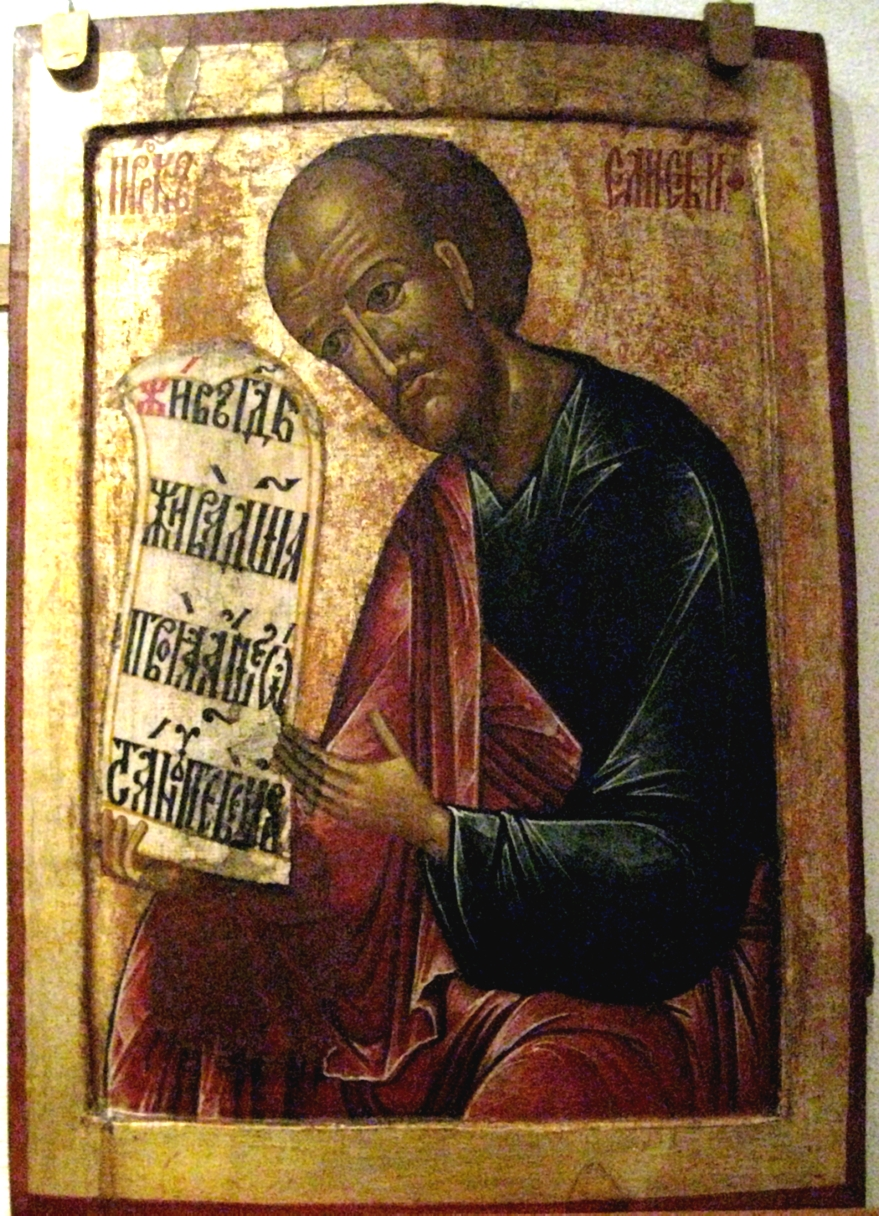
Ezechiel pe o icoană rusească din Vologda, secolul al XVII-lea

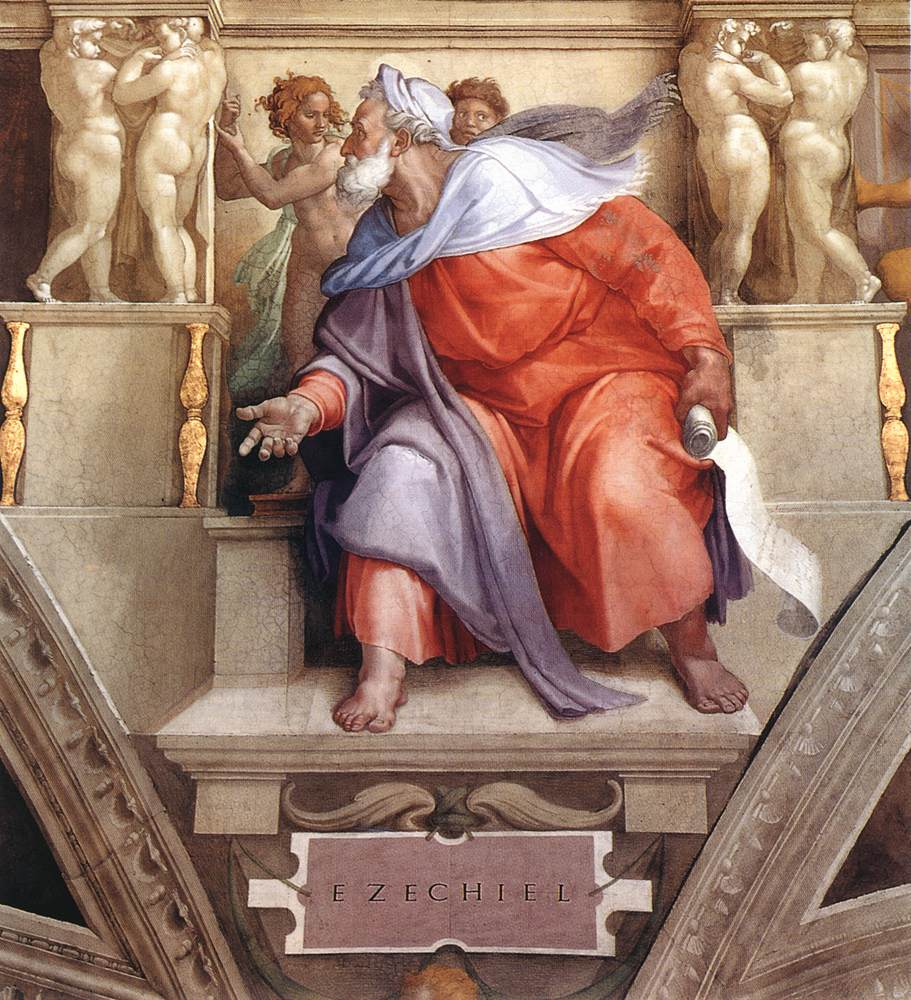
Fresca "Profetul Ezechiel" de Michelangelo (Vatican, Capela Sixtină)

Ezechiel (sau Iezechiel) (ebraică: יְחֶזְקֵאל‎‎, Y'ḥez'qel) (n. cca. 622 î.Hr., Ierusalim - d. cca. 570 î.Hr., Babilon ?) este personajul principal din Cartea lui Ezechiel din Biblia ebraică. 
În religiile avraamice (iudaism, creștinism și islam) Ezechiel este recunoscut ca un profet evreu ce a activat în perioada exilului babilonian. Autor al cărții lui Iezechiel, el întrunește laolaltă datoriile sacerdotale și cele profetice.

## Iezechiel, personajul istoric
Iezechiel, fiul lui Buzi, s-a născut într-o familie de preoți iudei de unde a moștenit tradițiile sacerdotale ce sunt prezente în cartea sa. Anul său de naștere ține de conjectură. Rabinul Menahem ben Shimon, într-un comentariu din secolul XIII î.Hr., presupune pe baza formulei introductive a capitolului I că Iezechiel avea 30 de ani în vremea investirii sale ca profet. Prin urmare, Iezechiel s-ar fi născut în 622 î.Hr. În 597 î.Hr., în urma invaziei babiloniene sub Nabucodonosor, este deportat din Ierusalim alături de regele iudeu de atunci (Iosia) și de alți 10,000 de nobili iudei. Cinci ani mai târziu, în 592 î.Hr., Iezechiel își începe activitatea profetică ce va dura aproximativ 20 de ani, până în 572 î.Hr. Moare cândva după această dată, probabil ca exilat. Mormântul său se crede a fi în Al Kifl, un orășel de 15,000 de locuitori din Iraq. În același sanctuar s-au descoperit 66 de plăci de marmură ce conțin inscripționată întreaga carte a lui Iezechiel. Deși scrierea în sine concordă cu ebraica antică, plăcuțele nu au fost încă datate.
De asemenea, știm că Iezechiel a fost căsătorit și că soția sa a murit în timpul căderii Ierusalimului în 586 î.Hr.

## Cartea lui Iezechiel
Cartea lui Iezechiel este structurată în trei secțiuni tematice:
- Profeții împotriva Ierusalimului, a iudeilor și a conducătorilor corupți (cap. 1-29)
- Profeții împotriva neamurilor – în special împotriva Tirului și Egiptului (cap. 25-32)
- Profeții de restaurare și speranță (cap. 33-48)

Majoritatea cercetătorilor consideră cartea lui Iezechiel ca fiind autentică, deși anumite pasaje rămân chestionabile datorită ambiguității lor rezultat, în primul rând, al erorilor de transmitere. Între capitolele cele mai cunoscute din cartea lui Iezecheil, sunt: 
- Viziunea tronului Dumnezeiesc așezat pe heruvimi (cap. 1)
- Plecarea slavei lui Dumnezeu din Templu (cap. 9-10)
- Profeția oaselor uscate (cap. 37)
- Profeția despre Gog și Magog (cap. 38-39)
- Întoarcerea slavei lui Dumnezeu în Templu (cap. 43)

## Vezi și
- Apocrifa lui Ezechiel